# Lettner (Le Faouët)

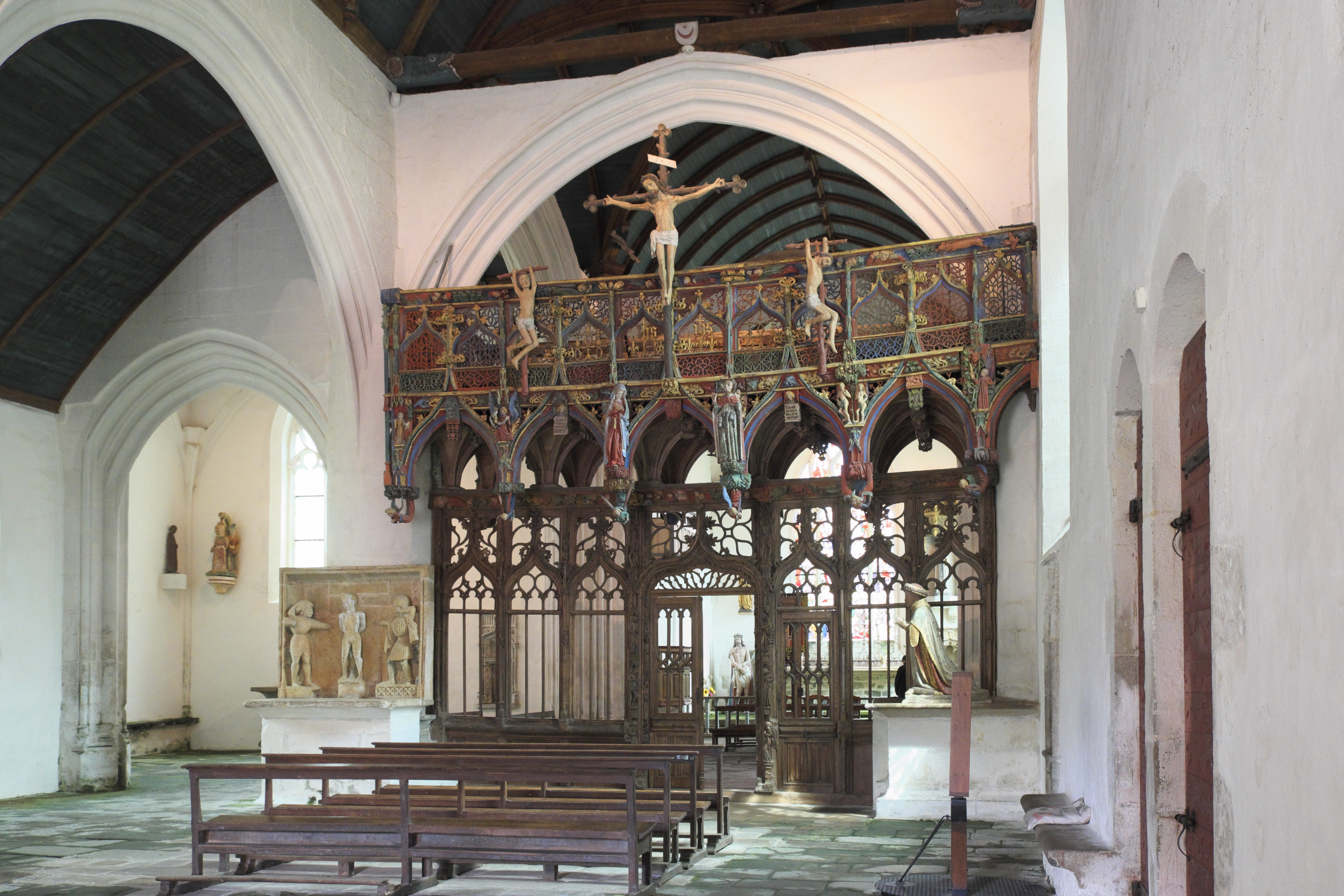
Lettner, Seite zum Langhaus

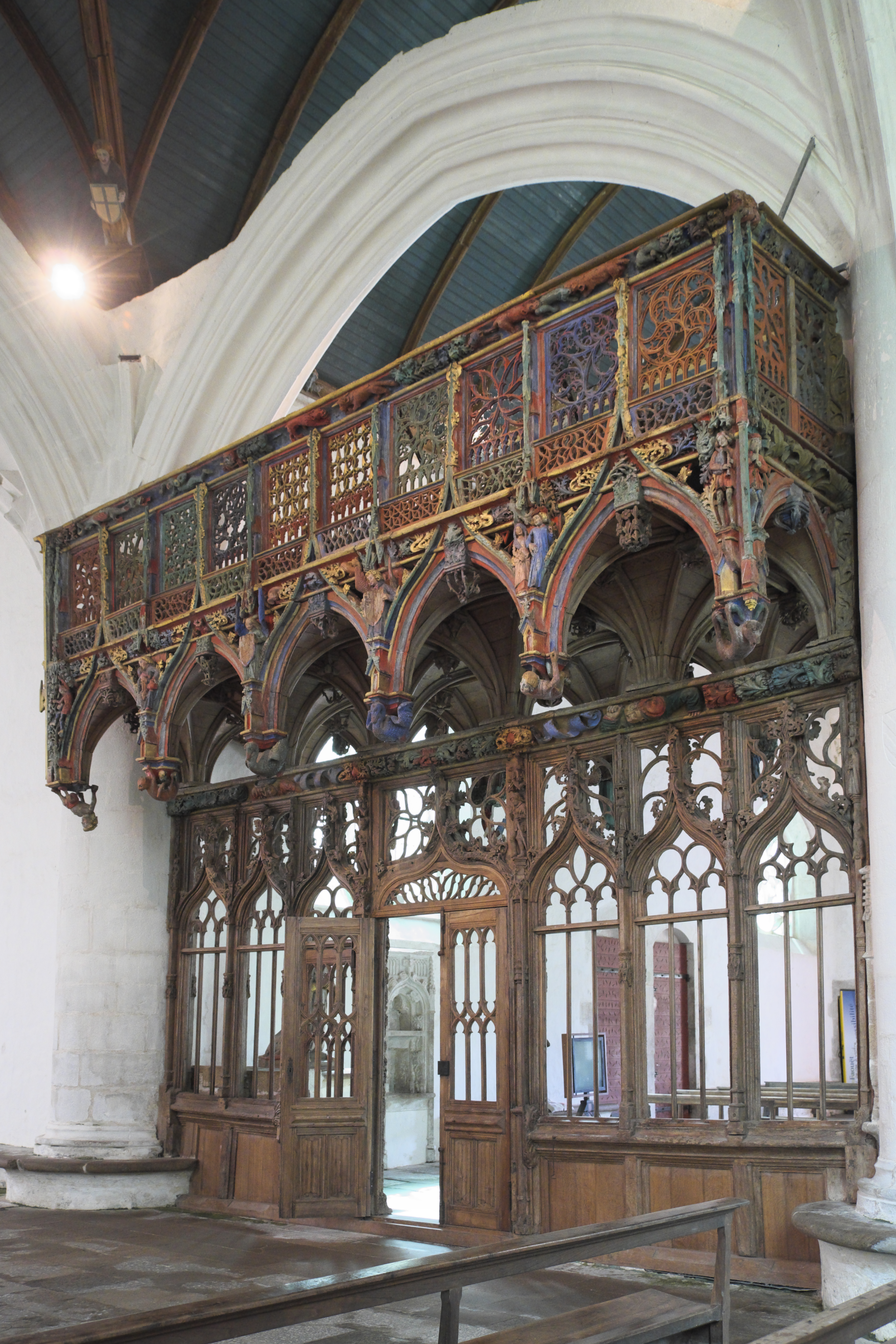
Lettner, Seite zum Chor

Der holzgeschnitzte und farbig gefasste Lettner zählt neben den Bleiglasfenstern aus der Renaissance zu den bedeutendsten Ausstattungsstücken der Kapelle Saint-Fiacre in Le Faouët, einer Gemeinde im Département Morbihan in der französischen Region Bretagne. Der spätgotische Lettner, der zu den ältesten, noch erhaltenen hölzernen Lettern in der Bretagne zählt, wurde in den Jahren 1480 bis 1492 von Olivier le Loergan (oder Loernagan) geschaffen. Bereits 1862 wurde der Lettner als Monument historique in die Liste der denkmalgeschützten Objekte (Base Palissy) in Frankreich aufgenommen.

## Beschreibung
Der aus Eichenholz geschnitzte Lettner besteht aus einer Chorschranke, einer Empore und, dem Langhaus zugewandt, einer Kreuzigungsgruppe.

### Chorschranke
Die Chorschranke ist in sieben spitzbogige, mit filigranem Maßwerk im Flamboyantstil verzierte Arkaden gegliedert. In der mittleren, breiteren Arkade öffnet sich eine Tür mit zwei Flügeln. Die Kielbögen der Arkaden sind mit Krabben und Kreuzblumen besetzt, die Stützen weisen schlanke Säulen und kleine, unter Baldachinen stehende Figuren auf. Die Chorschranke wird oben von einem Balken abgeschlossen, der zur Chorseite mit einem Fries aus Blattwerk und zwei grotesken Figuren verziert ist, die von der Last der darüber liegenden Empore fast erdrückt zu werden scheinen. Auf der Seite zum Langhaus sind Szenen aus dem Leben des heiligen Martin sowie die Gregorsmesse und Episoden aus dem Roman de Renart eingeschnitzt.

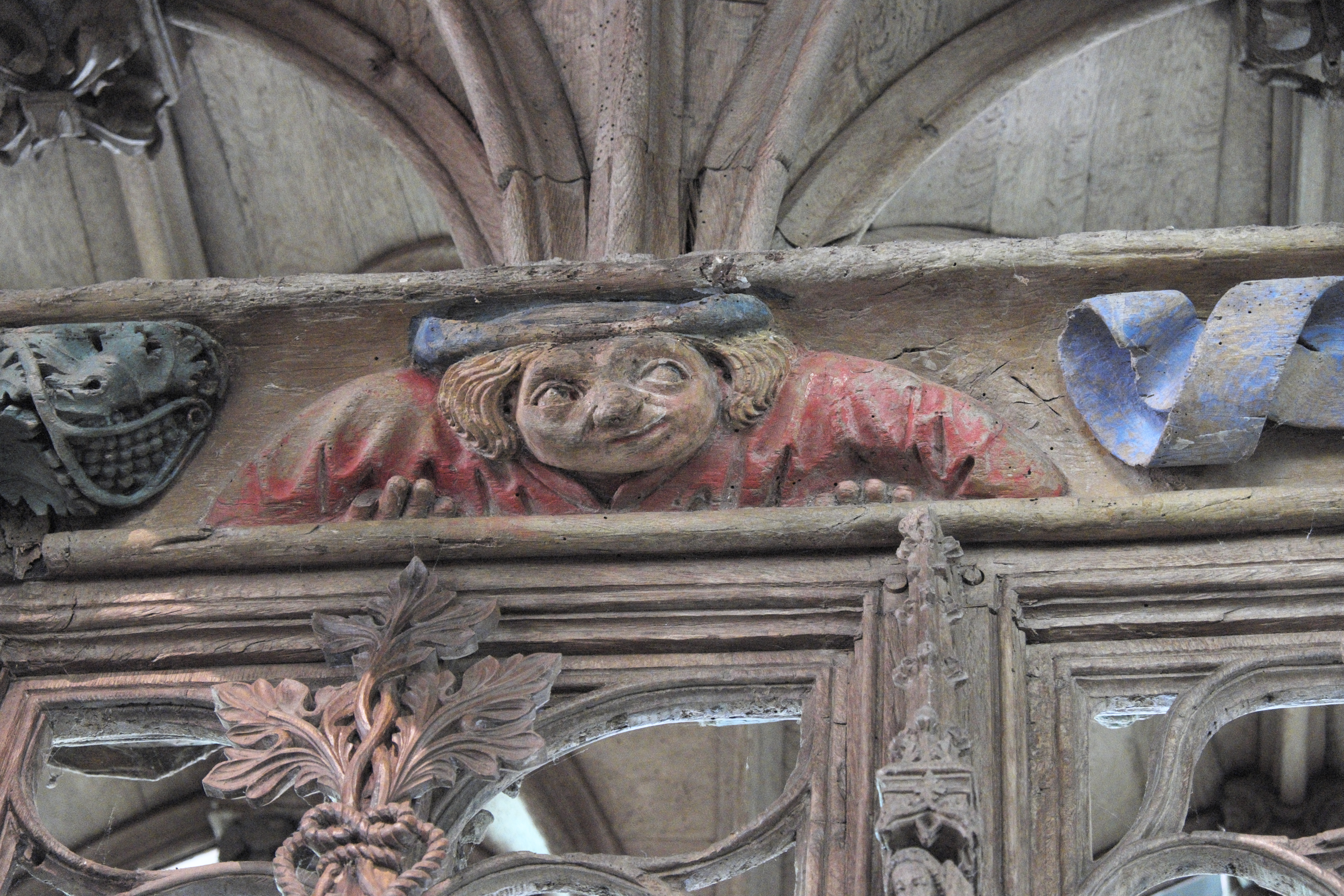
Fries mit Figur
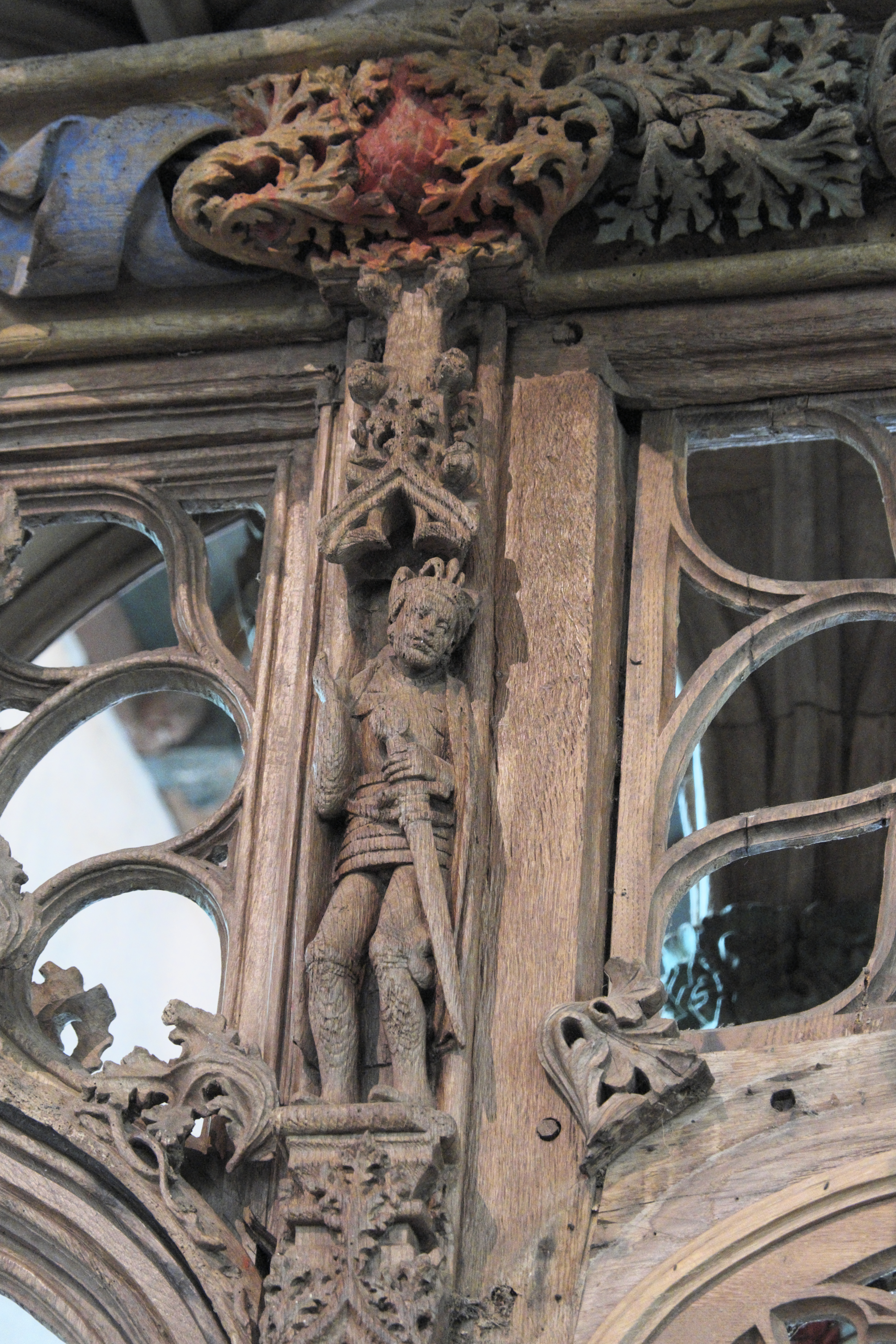
Schnitzfigur
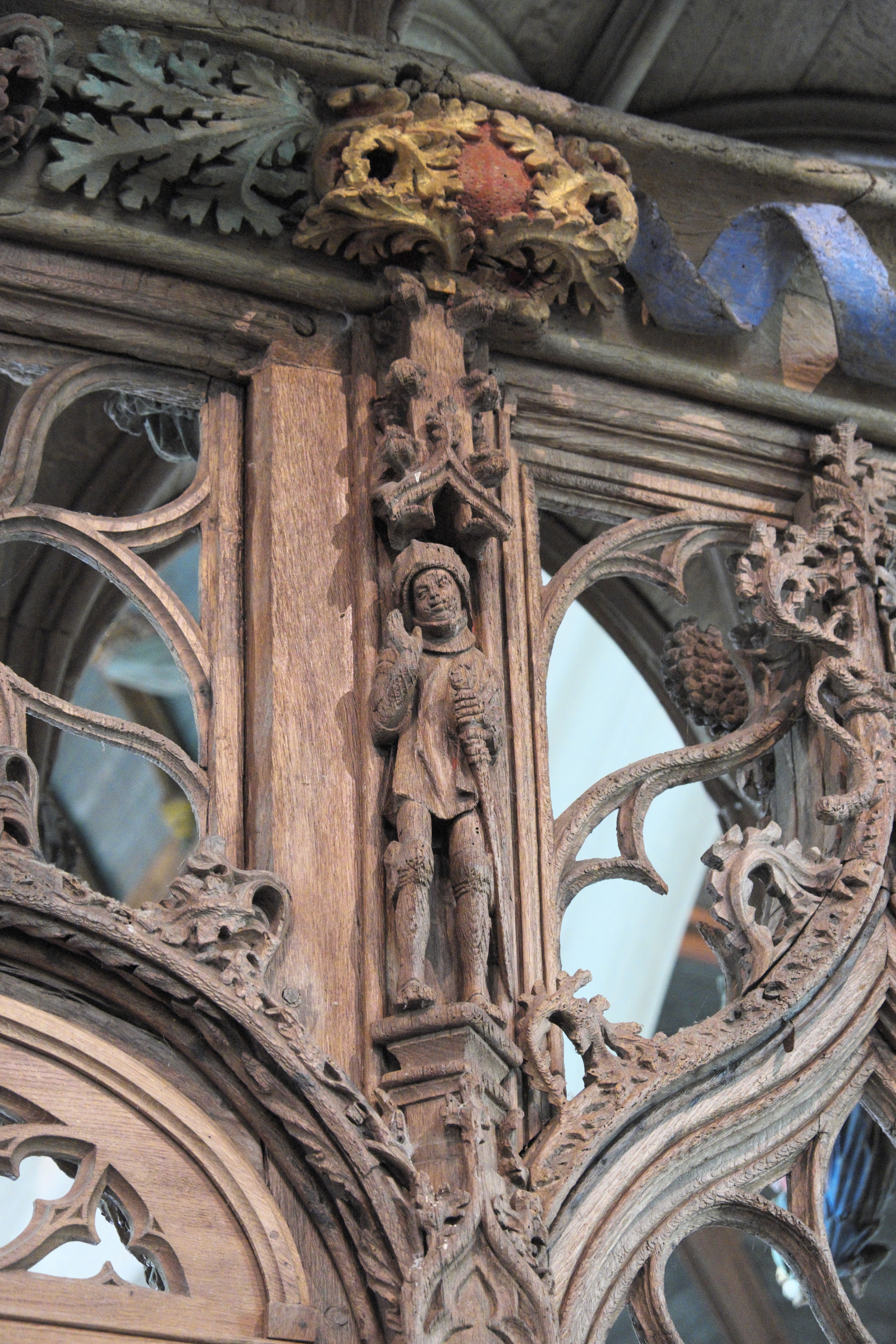
Schnitzfigur
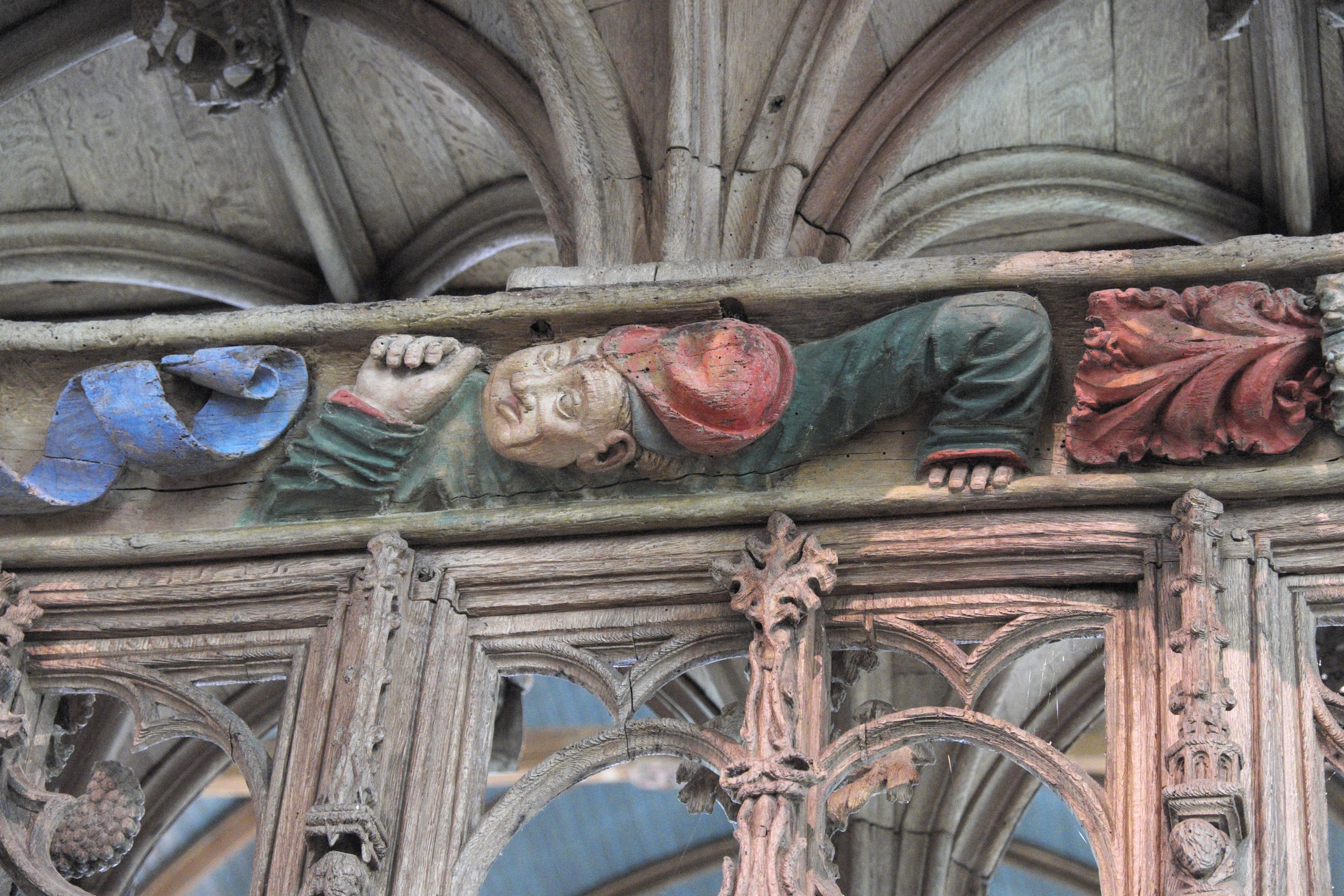
Fries mit Figur

### Empore

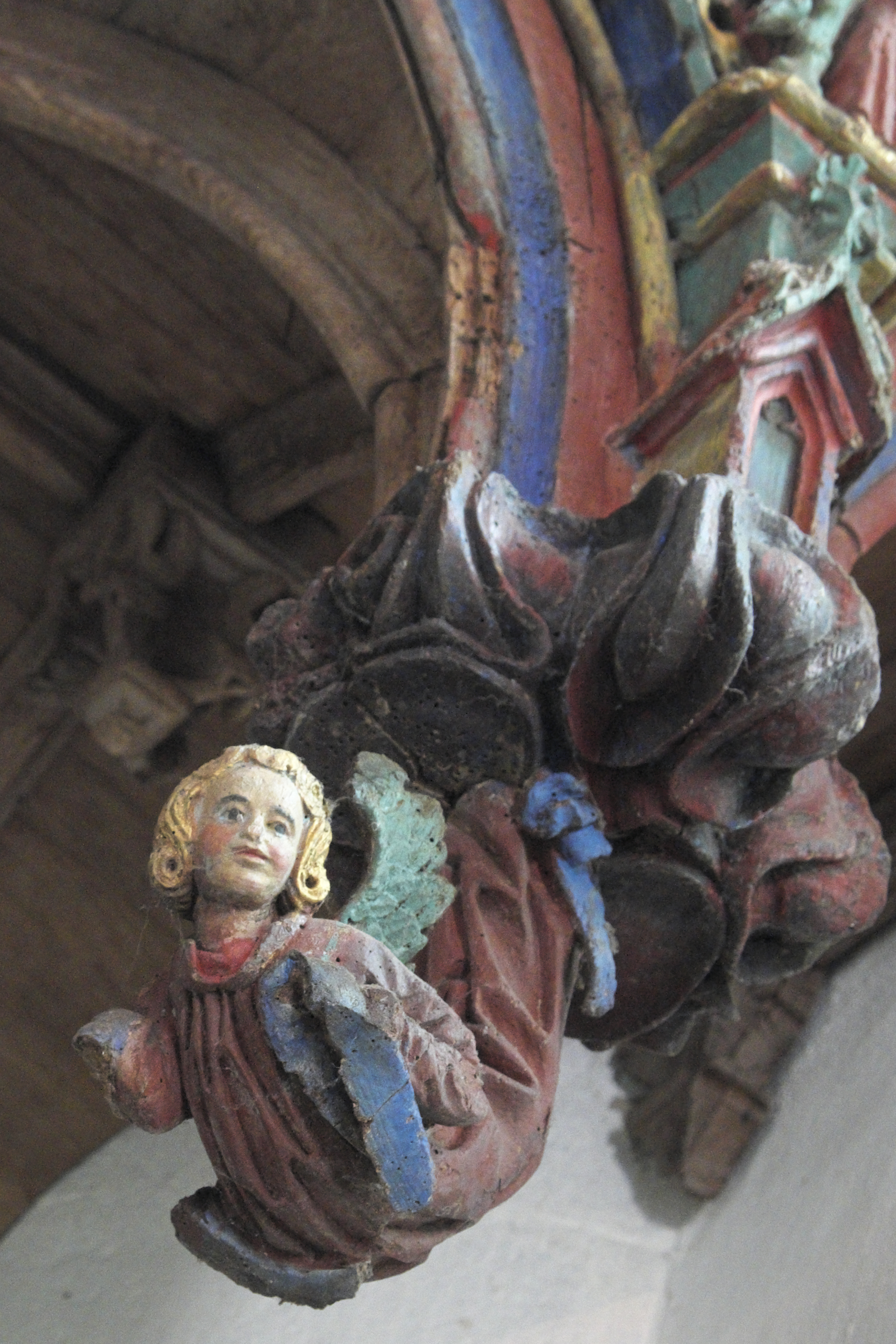
Engel an einem Abhängling (Langhausseite)

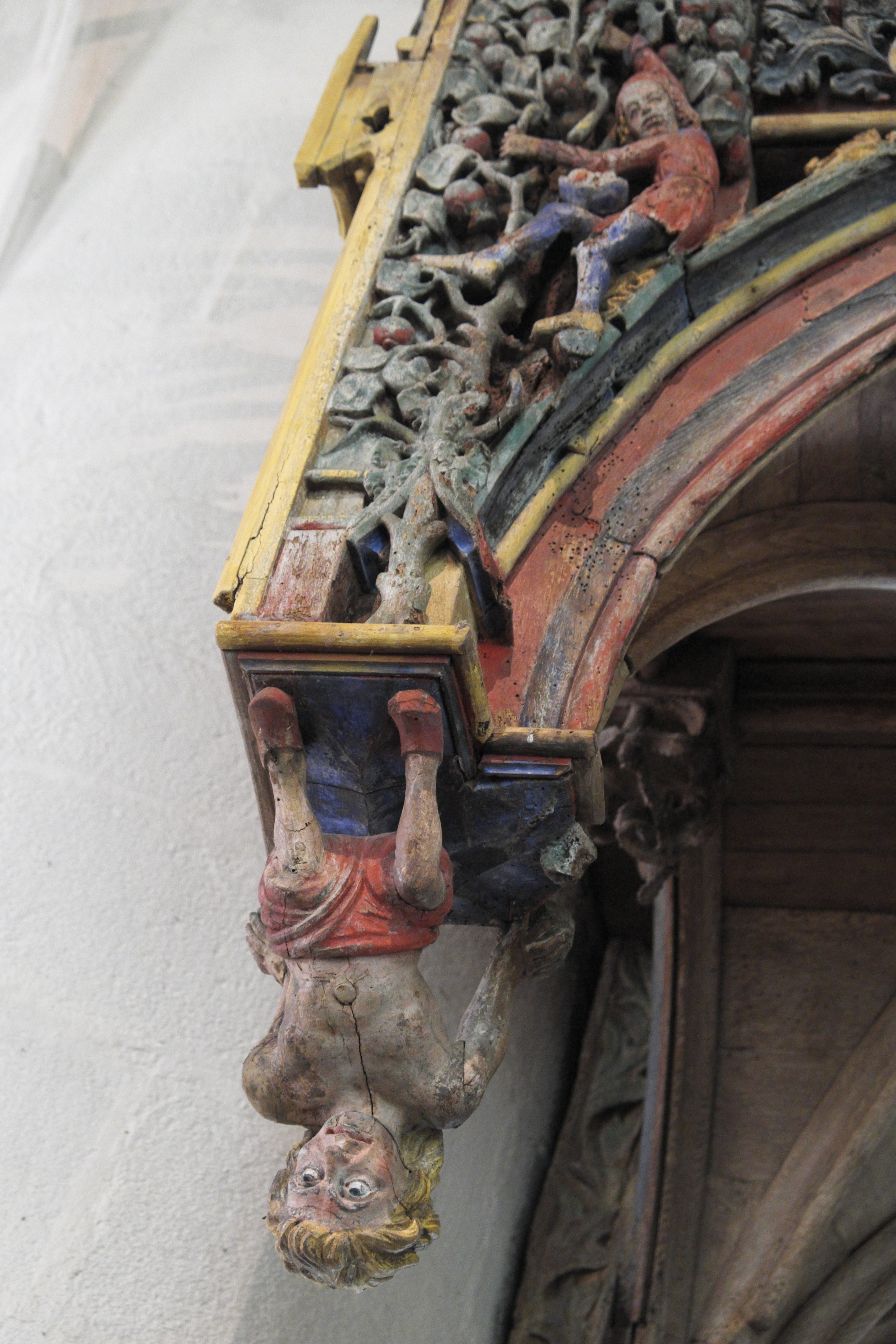
Akrobat an einem Abhängling, oben Mann, der Äpfel stiehlt (Chorseite)

Über der Chorschranke ist eine Empore aufgebaut, die im Osten in den Chor und im Westen in das Langhaus ragt. Sie ruht auf beiden Seiten auf je fünf Jochen hölzerner Kreuzrippengewölbe mit geschnitzten Schlusssteinen. Die Arkadenbögen enden in Abhänglingen, die auf der Seite zum Chor mit Akrobaten und Tierdarstellungen, auf der Seite zum Langhaus mit Engelsfiguren verziert sind. Die spitzenartig durchbrochenen Emporengitter weisen Hermelinschwänzchen, Fleur-de-Lys und das Christusmonogramm IHS auf.

In den Zwickeln der Arkadenbögen sind kleine Figuren zu erkennen, die auf der Seite zum Langhaus die Verkündigungsszene und die Vertreibung von Adam und Eva aus dem Paradies darstellen. Adam und Eva stehen unter einem Feigenbaum und bedecken sich mit einem Feigenblatt, daneben sieht man einen Engel mit einem Schwert in der Hand unter einem Apfelbaum, um den sich eine Schlange windet und aus dessen mit roten Früchten behangenen Zweigen das Gesicht des Teufels auftaucht.

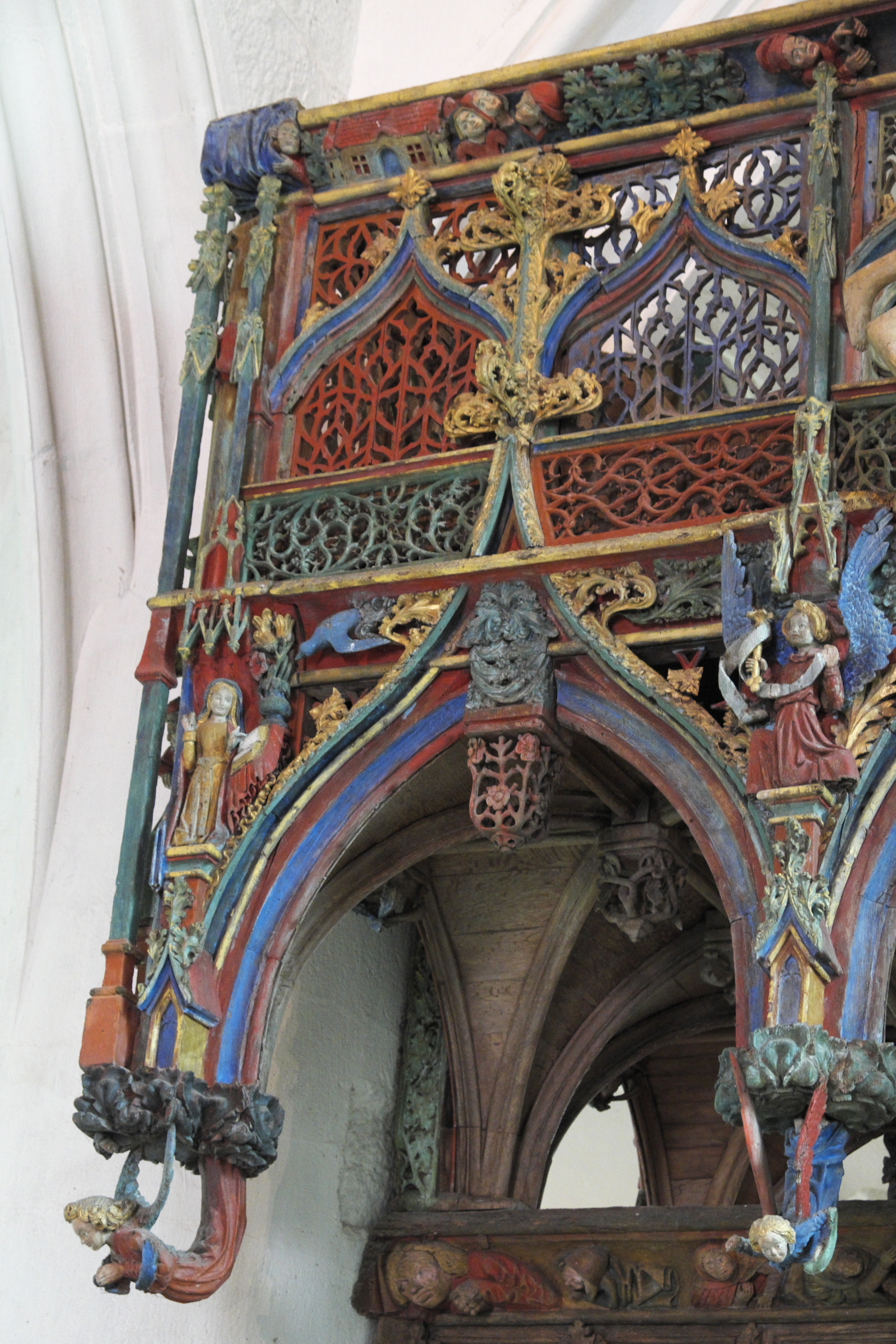
Verkündigung
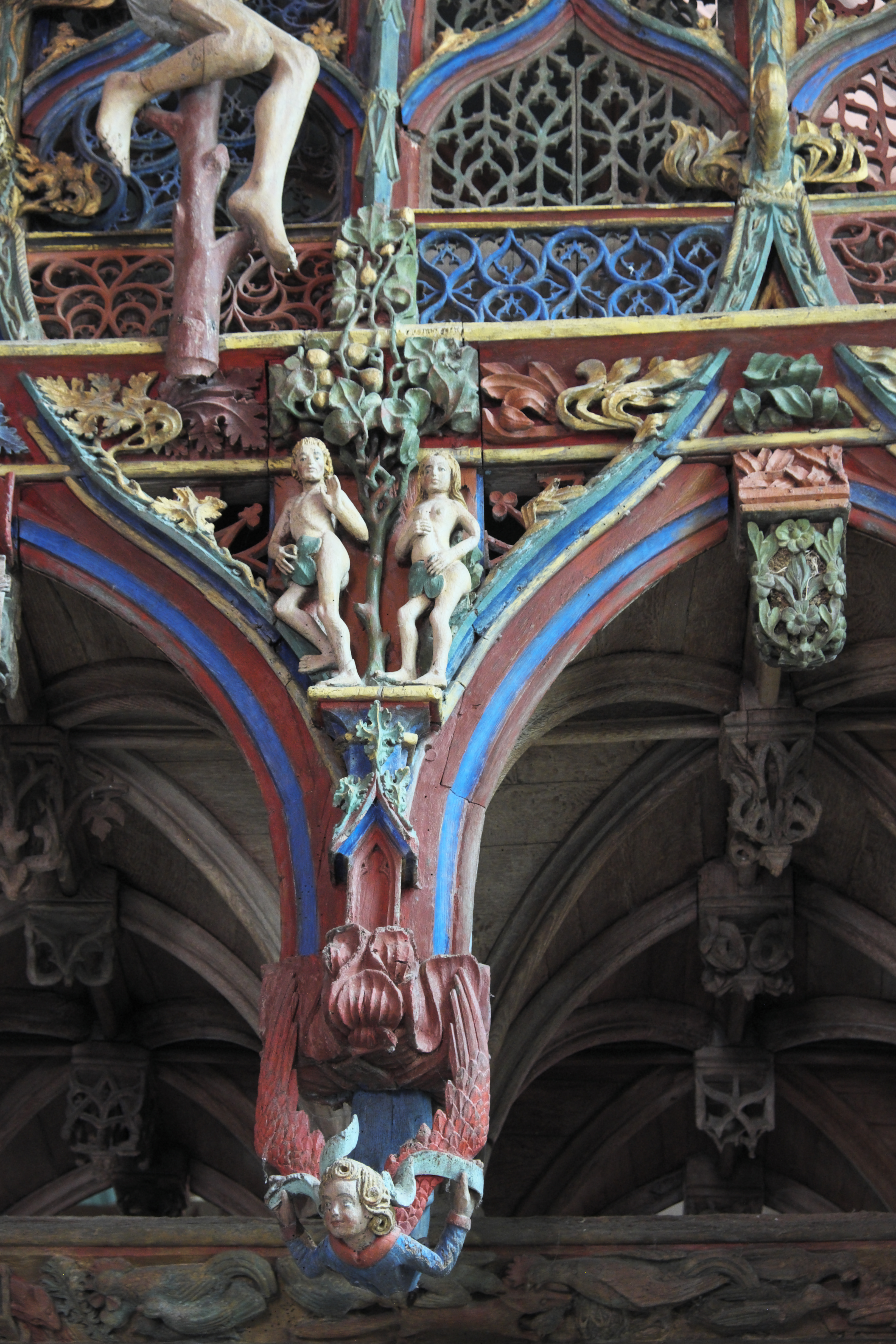
Adam und Eva
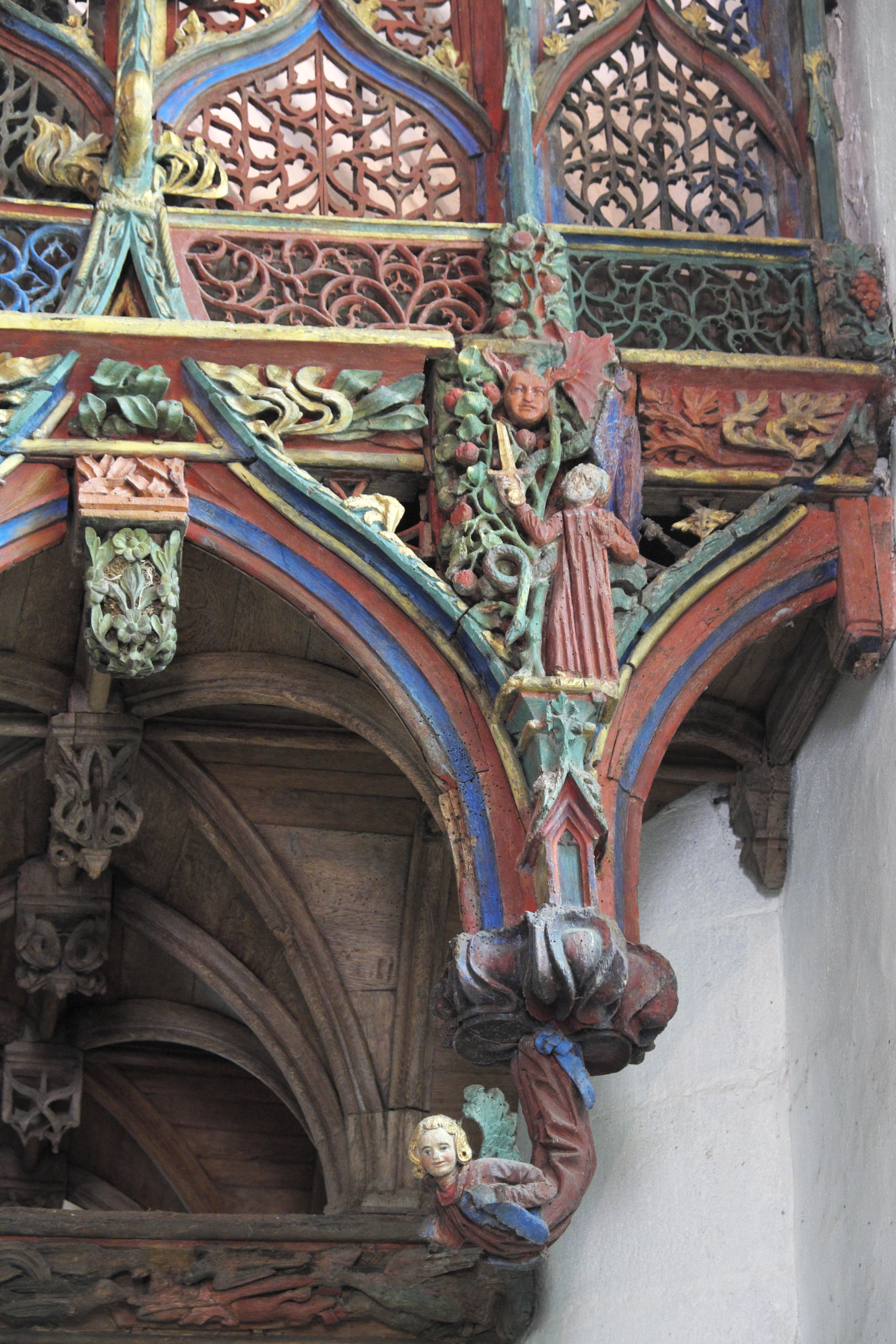
Engel mit Schwert

Die Szenen der zum Chor gerichteten Seite sollen Laster darstellen. Ein Mann, der Äpfel pflückt, steht vermutlich für den Diebstahl, ein Mann mit einem Fass und leerer Feldflasche, aus dessen Mund ein Fuchs schlüpft, ist ein Sinnbild für Völlerei und Trunksucht, ein Mann und eine Frau verkörpern die Wollust, ein Dudelsackpfeifer soll den Müßiggang anprangern.

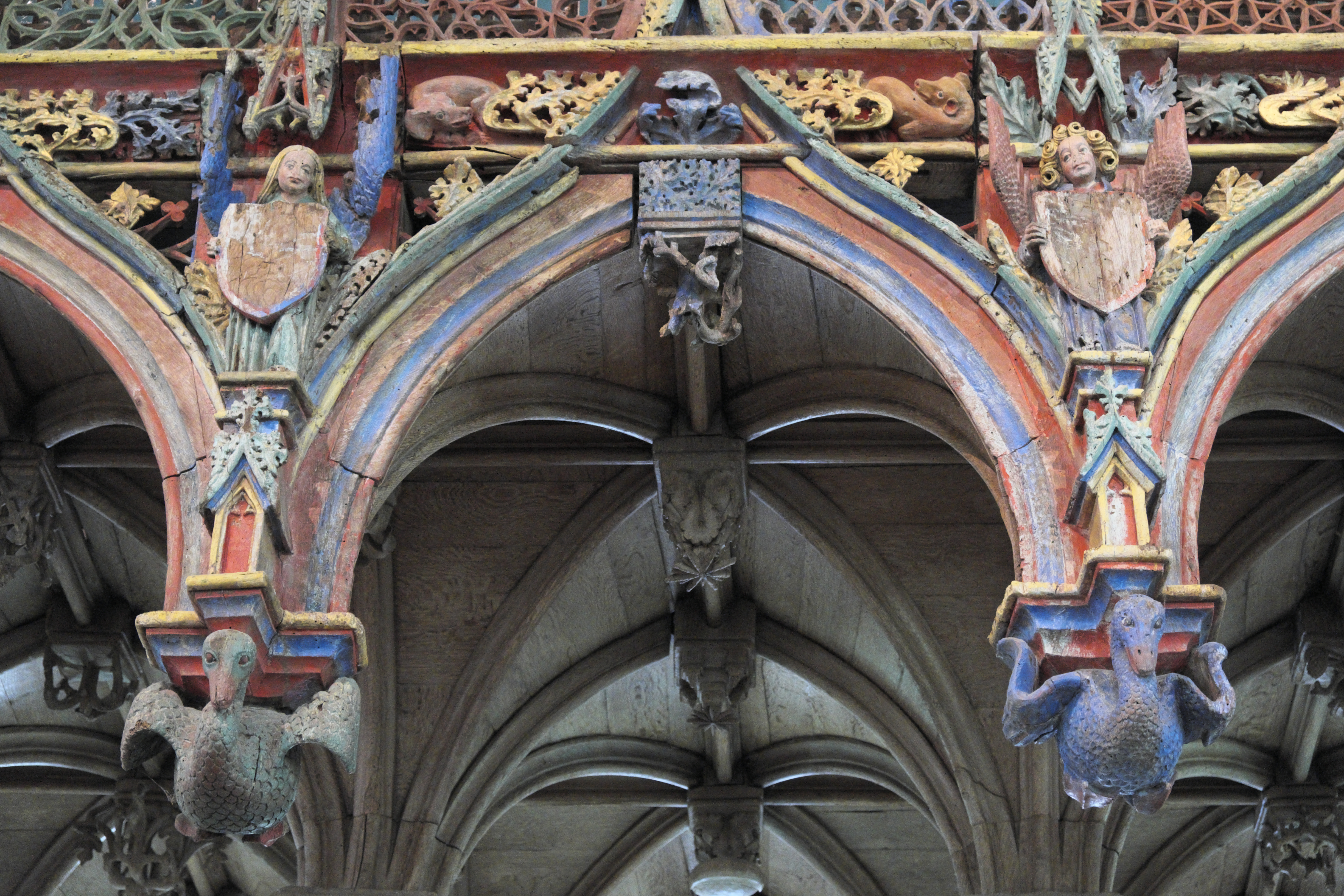
Zwei Engel mit Wappen
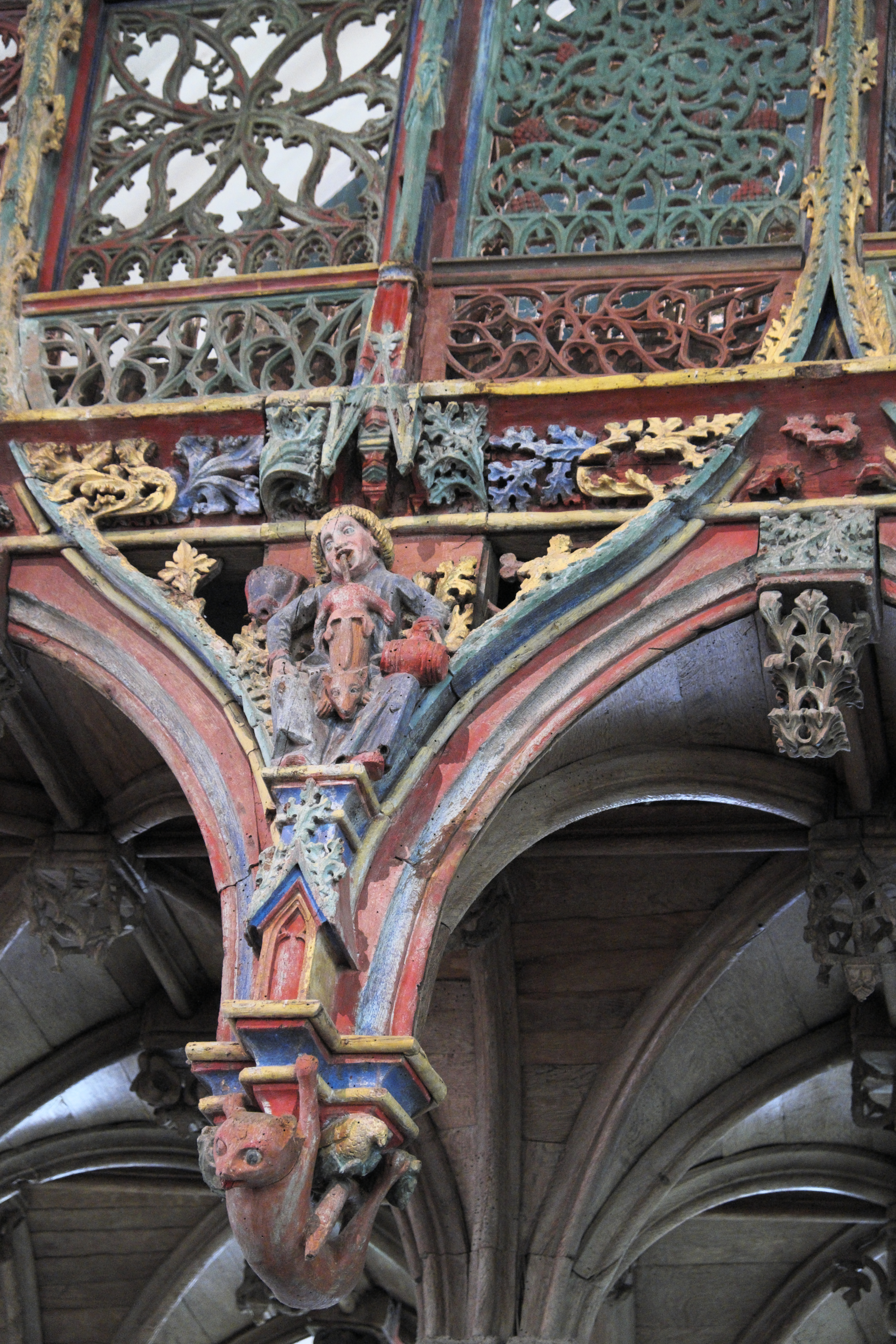
Mann, aus dessen Mund ein Fuchs schlüpft
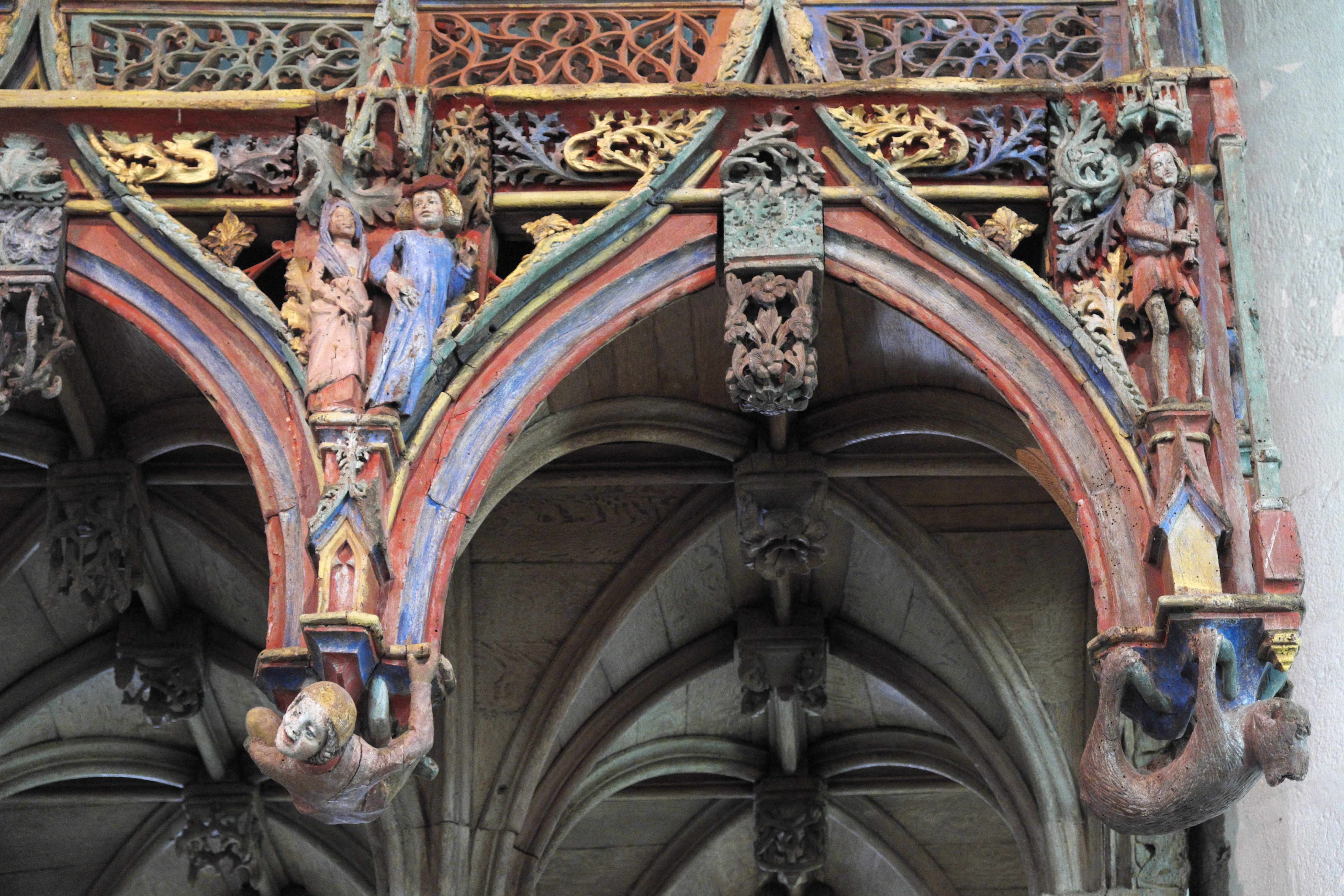
Mann und Frau (links), Dudelsackpfeifer (rechts)

### Kreuzigungsgruppe

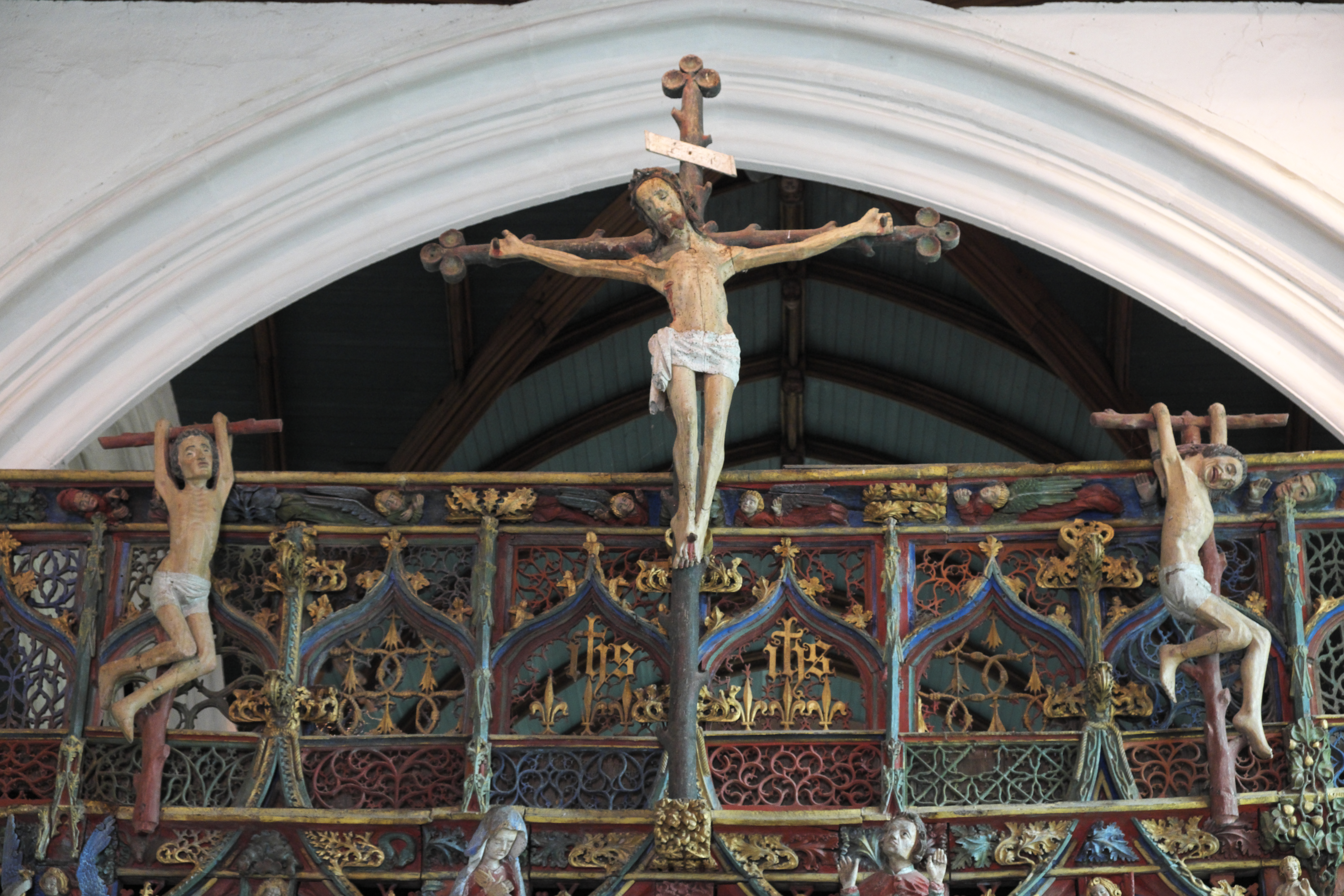
Kreuzigungsgruppe

Die Kreuzigungsgruppe besteht aus fünf Figuren. Neben Christus am Kreuz sind die beiden Schächer dargestellt, unter dem Kreuz stehen Maria und der Apostel Johannes. Die Stämme und Balken der Kreuze sind mit Aststümpfen versehen.

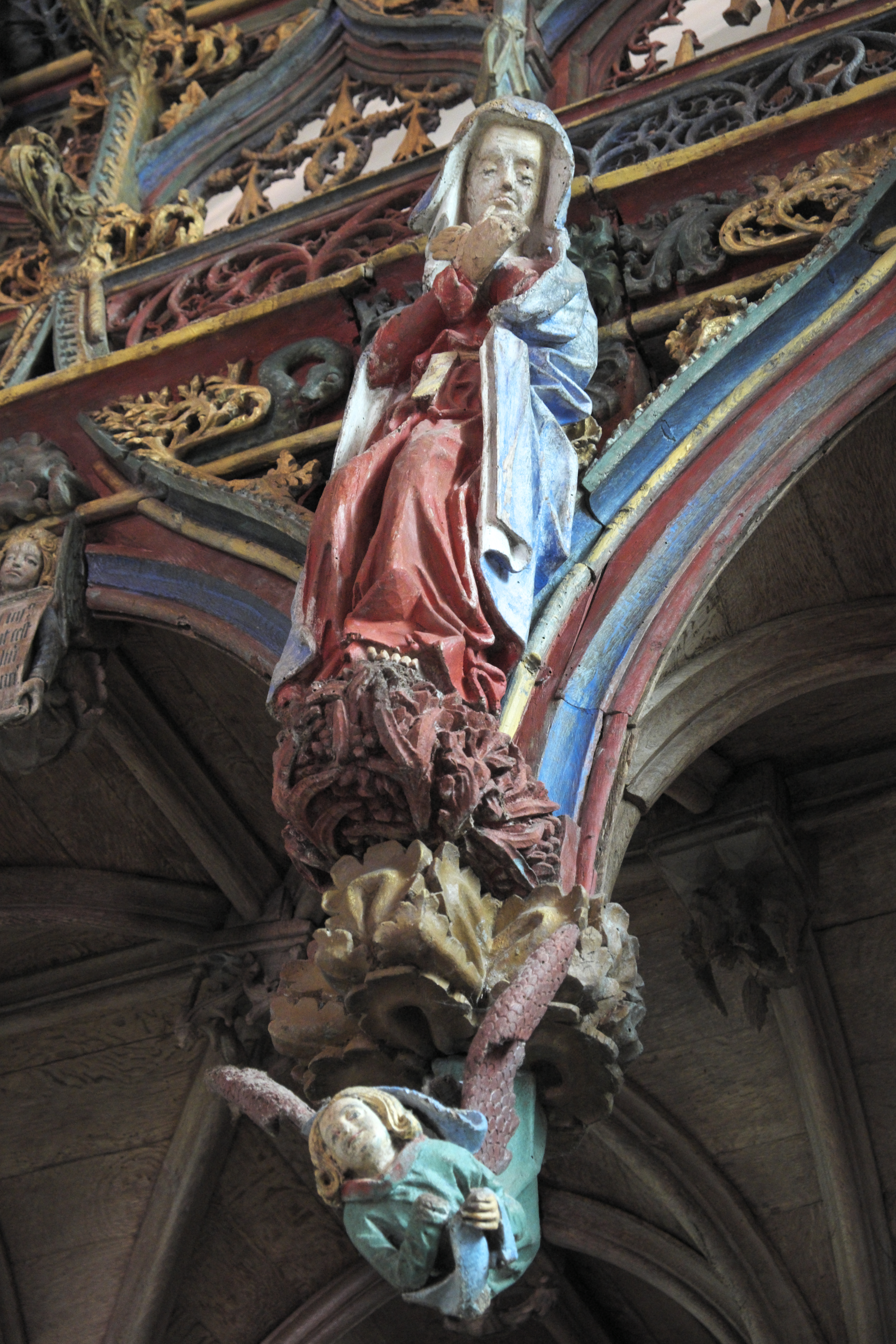
Maria
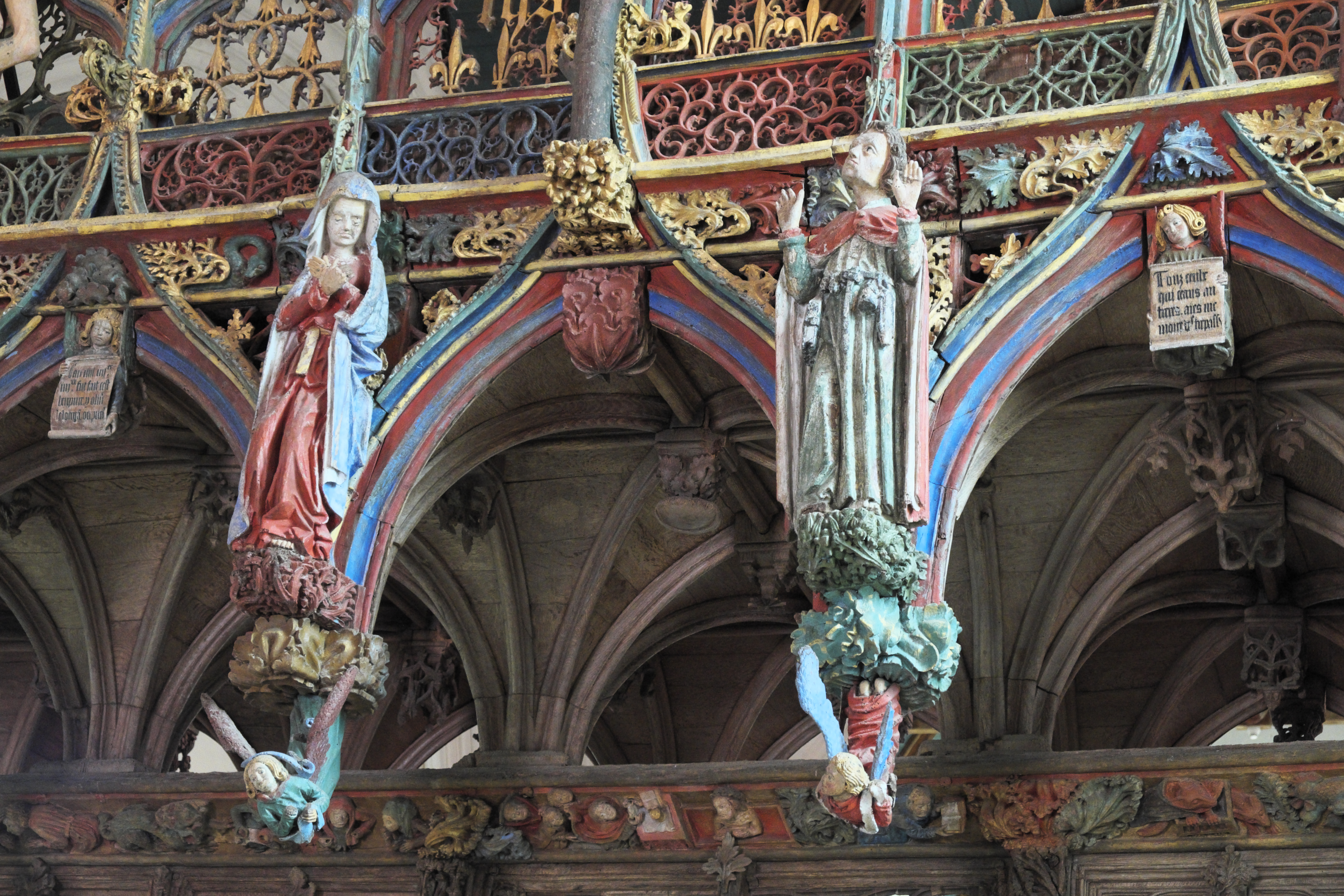
Maria und Johannes
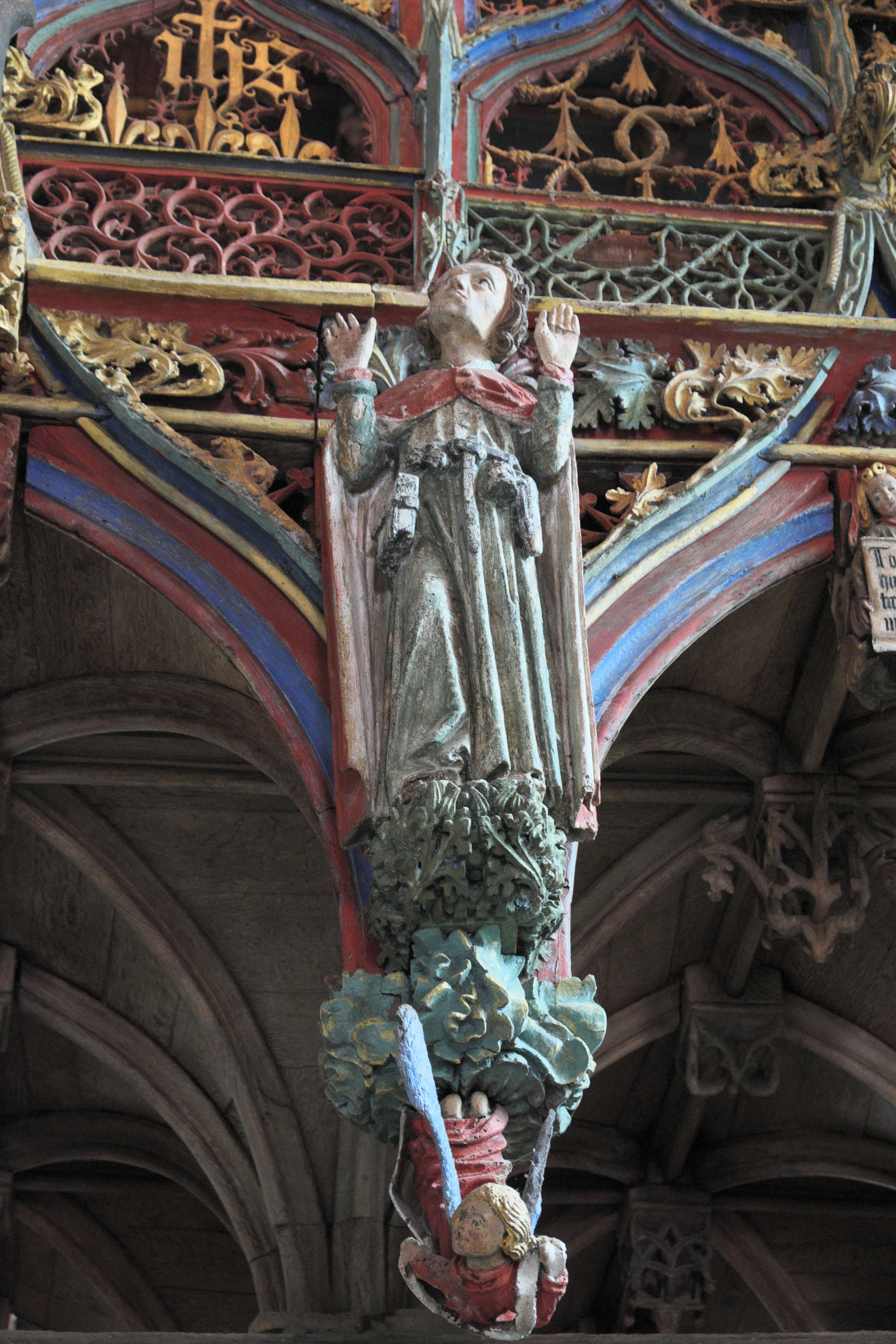
Johannes